# Штукен, Эдуард
Эдуард Штукен (нем. Eduard Stucken; 18 марта 1865, Москва — 8 марта 1936, Берлин) — немецкий писатель.
Родился в семье коммерсантов. Окончил гимназию в Дрездене, в 1882—1884 гг. изучал торговое дело в Бремене. Затем отказался от предпринимательской карьеры и обратился к изучению истории искусств, особенно египтологии и ассирологии; предпринял ряд путешествий в страны Средиземноморья. В 1891 г. обосновался в Берлине и занялся сочинительством. Штукену принадлежит значительное количество романов, многие из которых так или иначе связаны с историей и мифологией Ближнего Востока. Наибольший успех выпал на долю четырёхтомного романа «Белые боги» (нем. Die weißen Götter; 1918—1922), действие которого происходит в государстве ацтеков. Штукен также сочинял стихи и пьесы.
В 1933 году на текст баллады Эдуарда Штукена, излагающей эпизод из «Истории» Геродота, Франц Шрекер написал произведение для чтеца и симфонического оркестра «Жена Интаферна».